# Журналістська таємниця
Журналістська таємниця — інформація про особу, що бажає залишитися анонімним джерелом інформації, що стала відома журналісту, посадовим особам, журналістському та службовому персоналу засобу масової інформації при виконанні ними своїх професійних обов'язків.

## Концепція
Принцип журналістської таємниці базується на більш давніх і більш відомих принципах, які застосовувалися у професійних відносинах: лікар — пацієнт (лікарська таємниця), адвокат — клієнт (адвокатська таємниця), священик — парафіянин (таємниця сповіді). Всі вони були запроваджені через необхідність закріпити та гарантувати конфіденційність певних зв'язків у суспільстві.

## Суспільна функція
Гарантія нерозкриття джерела сприяє тому, що люди, які володіють суспільно важливою, але часом небезпечною інформацією, передадуть її пресі і в такий спосіб доведуть її до відома громадськості. Захист журналістських джерел є корисним як для журналіста, що має більше можливостей отримати інформацію, так і для осіб, які передають інформацію на умовах конфіденційності. Однак ключовим є значення цього правового інституту для суспільства в цілому, оскільки споживачем інформації є громадськість, саме вона в результаті має змогу бути більш повно поінформованою.
Європейський суд з прав людини в одному зі своїх рішень так охарактеризував значення захисту журналістських джерел:
Захист журналістських джерел інформації є однією з основоположних умов свободи преси. За відсутності такого захисту джерела не передаватимуть інформацію у пресу, що може мати негативний вплив на здатність преси подавати точну та надійну інформацію з питань, що становлять суспільний інтерес. Як наслідок життєво важлива функція преси — вартового демократії — буде підірвана. Беручи до уваги значимість журналістських джерел для свободи преси у демократичному суспільстві, втручання може вважатися сумісним зі статтею 10 Конвенції лише у тому випадку, якщо воно виправдане більш важливою потребою суспільного інтересу.

## Законодавче закріплення
Журналістська таємниця передбачена і захищається законодавством України. У ч. 3 ст. 25 Закону України «Про інформацію» (в редакції від 13.01.2011) зазначено: «Журналіст має право не розкривати джерело інформації або інформацію, яка дозволяє встановити джерела інформації, крім випадків, коли його зобов'язано до цього рішенням суду на основі закону.» Ідентична норма міститься і в п. 11 ч. 2 ст. 26 Закону України «Про пресу».
Це означає, що суд не може вимагати чи в інший спосіб отримувати (обшук, виїмка) від журналіста документи, які можуть встановити особу, що надала інформацію. Таким чином, режим таємниці джерел поширюватиметься і на будь-які документи, які встановлюють зв'язок між журналістом та джерелом інформації.